# کلایو اکستن
کلایو اکستن (انگلیسی: Clive Exton؛ ۱۱ آوریل ۱۹۳۰ – ۱۶ اوت ۲۰۰۷) فیلم‌نامه‌نویس، نمایشنامه‌نویس و بازیگر پیشین اهل بریتانیا بود.
از فیلم‌ها یا مجموعه‌های تلویزیونی که وی در آن‌ها نقش داشته است، می‌توان به سه چهره یک زن، کِـرِز و پوآرو اشاره نمود.